# Full Members Cup
Full Members Cup var en engelsk fotbollsturnering som spelades mellan 1985 och 1992. 1987-89 hette cupen officiellt Simod Cup och 1989-92 var det officiella namnet Zenith Data Systems Cup.
Turneringen skapades efter Heyselkatastrofen, då engelska klubbar stängdes av från det europeiska cupspelet. Den spelades som en utslagsturnering mellan lagen i de två högsta divisionerna i England. Varken klubbar eller spelare tog dock Full Members Cup på allvar, och turneringen lades ner efter sju säsonger.

## Segrare
- 1986: Chelsea
- 1987: Blackburn Rovers
- 1988: Reading
- 1989: Nottingham Forest
- 1990: Chelsea
- 1991: Crystal Palace
- 1992: Nottingham Forest